# Norges Kommunistiske Ungdomsforbund
Norges Kommunistiske Ungdomsforbund (NKU) er et uafhængigt kommunistisk ungdomsforbund, som fra stiftelsen i 1903 til 1923 var ungdomsorganisation til Det norske Arbeiderparti, dengang hed forbundet Norges Socialdemokratiske Ungdomsforbund, og fra 1923 til 2006, med undtagelse af en periode omkring 1967, var ungdomsorganisation til Norges Kommunistiske Parti.
Der var omkring 300 medlemmer af NKU nede i den spanske borgerkrig, i Norge samlede medlemmerne 2 millioner kroner ind til ambulanser, børnehjem og sygehuse i Spanien, under konflikten der varede fra 1936 til 1939.
Under 2.verdenskrig var NKU ligesom andre kommunister i Norge en aktiv del af modstandsbevægelsen. Stort set hele ledelsen af NKU ved krigens start døde i koncentrationslejre.
I 2006 blev NKU splittet med NKP efter uenigheder og mistillid mellem de to organisationer, splittelsen førte til at NKU valgte at løsrive sig fra NKP.
NKU har siden august 2008 drevet og udgivet magasinet Røde Sjerne, magasinet udkommer 4 gange årligt.

### Eksterne Henvisninger
- http://www.kommunisme.org/